# Tỷ lệ khách hàng rời bỏ
Tỷ lệ khách hàng rời bỏ là tỷ lệ phần trăm khách hàng rời bỏ công ty chuyển sang mua hàng của đối thủ cạnh tranh tính trên đơn vị thời gian là mỗi năm.
Tỷ lệ này liên quan trực tiếp đến chi phí của công ty và luôn tỷ lệ với chi phí bởi để có một khách mới, công ty phải chi phí rất nhiều.
Chiến lược cạnh tranh khôn ngoan là ưu tiên giữ để khách không rời bỏ.